# 坦坦省

28°26′N 10°06′W / 28.433°N 10.100°W
坦坦省（阿拉伯语：‎），是摩洛哥的省份，位於該國中部，由蓋勒敏-農河大區負責管轄，首府設於坦坦，面積17,295平方公里，2014年人口86,134，人口密度每平方公里5人。